# بيشة خزان (بيش كوه زلاغي)
بیشة خزان (بالفارسية: بیشه خزان) هي قرية تقع في إيران في قسم بیش کوه زلاغي الریفي. يقدر عدد سكانها بـ 23 نسمة بحسب إحصاء 2016.